# Lone Star (Texas)
Lone Star es una ciudad ubicada en el condado de Morris en el estado estadounidense de Texas. En el Censo de 2010 tenía una población de 1581 habitantes y una densidad poblacional de 305,21 personas por km².

## Geografía
Lone Star se encuentra ubicada en las coordenadas 32°56′24″N 94°42′33″O / 32.94000, -94.70917. Según la Oficina del Censo de los Estados Unidos, Lone Star tiene una superficie total de 5,18 km², de la cual 5,13 km² corresponden a tierra firme y (1,0 5%) 0,05 km² es agua.

## Demografía
Según el censo de 2010, había 1581 personas residiendo en Lone Star. La densidad de población era de 305,21 hab./km². De los 1581 habitantes, Lone Star estaba compuesto por el 62,75 % blancos, el 25,36 % eran afroamericanos, el 0,44 % eran amerindios, el 0,32 % eran asiáticos, el 0,32 % eran isleños del Pacífico, el 7,65 % eran de otras razas y el 3,16 % pertenecían a dos o más razas. Del total de la población el 11,26 % eran hispanos o latinos de cualquier raza.